# Nagysáró
Nagysáró, (szlovákul Veľké Šarovce) Sáró településrésze, korábban önálló falu Szlovákiában, a Nyitrai kerület Lévai járásában.

## Fekvése
Lévától 14 km-re délre, a Garam jobb partján fekszik.

## Története
Sáró települést 1245-ben villa Saro néven említik először. 1266-ban templom és két malom állt a faluban. 1506-ban a lévai uradalom része, későbbi birtokosai a Révay, Beniczky, Hunyady családok voltak. 1534-ben 12 adózó portája volt. 1601-ben 52 ház, iskola és malom állt a településen. 1720-ban 20 adózó portája volt. 1828-ban 107 házában 598 lakos élt. Lakói mezőgazdasággal foglalkoztak. Legrégebbi ismert pecsétnyomója 1563-ból származik.
Vályi András szerint "Kis Saro, Nagy Saro. Két elegyes falu Bars Várm. földes Ura Kis Sarónak az Esztergomi Érsekség; Nagy Sarónak pedig Gyurcsányi, és Semberg Uraságok, Kis Saró, Nagy Sarónak filiája; lakosaik katolikusok, fekszenek Garam vizének szomszédságában, Lévához 1 3/4 mértföldnyire; határbéli földgyeik termékenyek, legelőjök hasznos, vagyonnyaik külömbfélék."
Fényes Elek szerint "Sáró, (Nagy), magyar falu, Bars vgyében, az elébbeni helység mellett, 300 kath., 230 ref., 12 evang. lak. F. u. többen. Határa mind a két Sárónak bő termékenységü, de árviz járja. Legelője, szénája sok, erdeje kevés."
A trianoni békeszerződésig Bars vármegye Lévai járásához tartozott.

## Népessége
1910-ben 1007, túlnyomórészt magyar lakosa volt.
2001-ben Sáró 1621 lakosából 746 magyar, 616 szlovák és 212 cigány volt.

## Nevezetességei
- A Szent Őrangyalok tiszteletére szentelt római katolikus temploma 1332-ben épült. 1778-ban bővítették, 1847-ben klasszicista stílusban építették át.

## Külső hivatkozások
- Sáró község honlapja
- Községinfó
- Sáró Szlovákia térképén
- Sáró a régió honlapján
- Tourist-channel.sk
- E-obce.sk[halott link]